# 피부암
피부암(皮膚癌, skin cancer)은 피부에 발생하는 악성 종양때문에 생기는 암 질환이다. 대표적인 종류로는 기저세포암, 편평상피세포암, 흑색종이 있다.

## 종류
피부암은 발생 원인에 따라 다음과 같이 구분된다.
- 기저세포암
- 편평상피세포암
- 흑색종

## 발병 원인
일반적으로 자외선에 과다하게 노출되면 피부암이 걸릴 확률이 높아진다. 한편 자외선은 파장에 따라 UV-B와 UV-C로 구분되는데, UV-B는 기저세포암과 편평상피세포암을 유발하는 것으로 알려져 있다.이 두 종류는 전체 피부암의 80%를 차지한다. 보다 치명적인 UV-C는 대개 오존층에서 여과되어 지표까지 도달하는 일이 드물지만, 최근 오존층의 파괴로 인해 UV-C가 여과되지 못하고 지표까지 도달하는 경우가 늘고 있다. UV-C는 흑색종을 유발한다. 흑색종은 발생한 세포마다 멜라닌을 침착시키면서 확산되며 예후가 좋지 않다. 흑색종은 유럽계 백인 집단에서 발병율이 더 높게 나타난다. 한편, 할로겐등이나 형광등과 같은 조명기구도 UV-C를 방출하여 장기간 노출되면 흑색종이 발생할 수 있다.

## 통계
피부암은 전체 악성 종양의 40%를 차지하는 가장 흔히 발병하는 암이다. 피부암의 80%는 얼굴, 머리, 손목 등 태양광에 노출된 부위에서 일어난다. 2002년 미국의 질병 통계에는 백만명 이상의 피부암 환자가 기록되었다. 피부암 발병자 가운데 대부분은 기저세포암이나 편평상피세포암이며 이 암들은 비교적 치료가 잘 되는 편이다. 흑색종은 피부암 환자의 3%를 차지했는데, 흑색종 환자 가운데 사망률은 14%로 위험한 암에 속한다.
1990년 피부암으로 사망한 환자는 8,800여명으로 이중에 흑색종에 의한 사망자는 6,300여명이다.

## 예방
자외선의 강도는 오전 10시에서 오후 3시에 가장 강하며 이 시간대에 실외 활동을 할 경우 피부의 노출을 가급적 줄여야 한다. 자외선 차단제는 자외선의 피해를 방지해주지만 차단효과는 일시적이므로 제품의 특성을 확인하여 사용하여야 한다. 또한 자외선 차단제는 UV-B만을 차단하므로 과신하는 것은 옳지 않다.

## 치료
기저세포암은 상피의 기저세포에서 발생하는 암종이다. 기저세포암에 가장 흔히 사용되는 치료 방법에는 전기건조 및 소파술(ED&C), 절제, 냉동 수술, 방사선조사, 레이저치료, Mohs 현미경수술(MMS), 국소 5-FU 치료, 광선역학요법, imiquimod 같은 국소 면역조절제 치료 등이 있다.
편평세포암의 치료는 크기, 위치, 조직학적 분화 정도, 나이, 환자 의 신체 상태 등에 근거를 두어야 한다. 외과적 절제, MMS가 표준 치료방법이다.